# Stede Broec
Stede Broec es un municipio neerlandés situado en la región de Frisia Occidental, en el norte de la provincia de Holanda Septentrional.
En 2016 tiene 21 527 habitantes.
Incluye las localidades o barrios de Bovenkarspel, Broekerhaven, Grootebroek, Horn y Lutjebroek.
Se sitúa 10 km al este de Hoorn. Un puente en dique que sale de la vecina Enkhuizen une Stede Broec con Lelystad.